# Поузи, Джеймс
Джеймс Микели Мантелл Поузи-младший (англ. James Mikely Mantell Posey, Jr.; родился 13 января 1977 года, Кливленд, штат Огайо, США) — американский профессиональный баскетболист и тренер, игравший на позиции лёгкого форварда. На драфте НБА 1999 года был выбран в первом раунде под общим 18-м номером командой «Денвер Наггетс». По итогам дебютного сезона включался во вторую сборную новичков. Два раза, в сезонах 2005/2006 годов (в составе «Майами Хит») и 2007/2008 годов (в составе «Бостон Селтикс»), становился чемпионом НБА. В настоящее время Поузи является ассистентом главного тренера в клубе «Кливленд Кавальерс», который в сезоне 2015/2016 годов привёл к чемпионскому титулу.

## Профессиональная карьера

### «Денвер Наггетс» (1999—2002)
Поузи был выбран командой «Денвер Наггетс» под 18-м номером на драфте НБА 1999 года. В своем первом сезоне Поузи набирал в среднем 8,2 очка и 3,9 подбора за игру, после чего был включен во вторую команду новичков. Всего Поузи отыграл с командой чуть больше трех сезонов.

### Хьюстон Рокетс (2002—2003)
18 декабря 2002 года Поузи был отправлен в «Хьюстон Рокетс» в рамках трехсторонней сделки, в которой также участвовали «Филадельфия Севенти Сиксерс».

### Мемфис Гриззлис (2003—2005)
Закончив сезон с «Рокетс», Поузи подписал контракт с «Мемфис Гриззлис» в качестве свободного агента в межсезонье 2003 года.
29 марта 2004 года Поузи набрал рекордные 38 очков, включая трехочковый бросок, который привел ко второму овертайму, во время победной игры над «Атланта Хокс» со счетом 136—133.
Майами Хит (2005—2007)
2 августа 2005 года Поузи участвовал в крупнейшей сделке в истории НБА, в которой участвовали 13 игроков и пять разных команд. Благодаря этому обмену «Майами Хит» приобрела разыгрывающего Джейсона Уильямса, тяжёлого форварда Антуана Уокера, атакующего защитника Андре Эммета и права на драфт Роберто Дуэньяса. «Мемфис Гриззлис» получила атакующего защитника Эдди Джонса и разыгрывающего Рауля Лопеса. «Бостон Селтикс», который продал Уокера в «Хит», получила пакет, в который входили Кинтел Вудс, права драфта на Альберта Миральеса, два выбора на драфте во втором раунде и деньги. «Бостон Селтикс» также приобрели Кертиса Борхардта. «Юта Джаз» смогла приобрести центрового Грега Остертага, а «Нью-Орлеан Хорнетс» приобрели легкого форварда Расуала Батлера и атакующего защитника Кирка Снайдера. В сезоне 2005-06 Поузи набирал в среднем 7,8 очка и 4,8 подбора за игру.

### Бостон Селтикс (2007—2008)
25 августа 2007 года Поузи подписал контракт с «Бостон Селтикс», пополнив их обновленный состав, в который вошли новички Кевин Гарнетт и Рэй Аллен. Условия сделки составляли примерно 6,67 миллионов долларов на 2 года, причем второй год был опционом Поузи.

### Нью-Орлеан Хорнетс (2008—2010)
16 июля 2008 года Поузи подписал контракт с «Нью-Орлеан Хорнетс», согласившись на четырёхлетнее соглашение на сумму около 25 миллионов долларов.

### Индиана Пэйсерс (2010—2011)
11 августа 2010 года «Нью-Орлеан Хорнетс» отдала Поузи вместе с Дарреном Коллисон в «Пэйсерс» в рамках сделки с четырьмя командами, включавшей пять игроков.
26 июля 2022 года Поузи был нанят «Вашингтон Уизардс» в качестве помощника тренера.

## Личная жизнь
В марте 2008 года подруга Поузи родила дочь Сай Алеке.
9 апреля 2007 года Поузи был арестован по обвинению в вождении в нетрезвом виде и доставлен в тюрьму округа Дейд. Однако Поузи продолжал играть в «Хит», и тренер Пэт Райли заявил, что поддержит Поузи.

## Статистика

### Статистика в НБА
| Сезон                                                                                    | Команда    | Регулярный сезон | Регулярный сезон | Регулярный сезон | Регулярный сезон | Регулярный сезон | Регулярный сезон | Регулярный сезон | Регулярный сезон | Регулярный сезон | Регулярный сезон | Регулярный сезон | Серия плей-офф | Серия плей-офф | Серия плей-офф | Серия плей-офф | Серия плей-офф | Серия плей-офф | Серия плей-офф | Серия плей-офф | Серия плей-офф | Серия плей-офф | Серия плей-офф |
| Сезон                                                                                    | Команда    | GP               | GS               | MPG              | FG%              | 3P%              | FT%              | RPG              | APG              | SPG              | BPG              | PPG              | GP             | GS             | MPG            | FG%            | 3P%            | FT%            | RPG            | APG            | SPG            | BPG            | PPG            |
| ---------------------------------------------------------------------------------------- | ---------- | ---------------- | ---------------- | ---------------- | ---------------- | ---------------- | ---------------- | ---------------- | ---------------- | ---------------- | ---------------- | ---------------- | -------------- | -------------- | -------------- | -------------- | -------------- | -------------- | -------------- | -------------- | -------------- | -------------- | -------------- |
| 1999/00                                                                                  | Денвер     | 81               | 77               | 25,3             | 42,9             | 37,3             | 80,0             | 3,9              | 1,8              | 1,2              | 0,4              | 8,2              | Не участвовал  | Не участвовал  | Не участвовал  | Не участвовал  | Не участвовал  | Не участвовал  | Не участвовал  | Не участвовал  | Не участвовал  | Не участвовал  | Не участвовал  |
| 2000/01                                                                                  | Денвер     | 82               | 82               | 27,5             | 41,2             | 30,0             | 81,6             | 5,3              | 2,0              | 1,1              | 0,5              | 8,1              | Не участвовал  | Не участвовал  | Не участвовал  | Не участвовал  | Не участвовал  | Не участвовал  | Не участвовал  | Не участвовал  | Не участвовал  | Не участвовал  | Не участвовал  |
| 2001/02                                                                                  | Денвер     | 73               | 63               | 30,7             | 37,6             | 28,3             | 79,3             | 5,9              | 2,5              | 1,6              | 0,5              | 10,7             | Не участвовал  | Не участвовал  | Не участвовал  | Не участвовал  | Не участвовал  | Не участвовал  | Не участвовал  | Не участвовал  | Не участвовал  | Не участвовал  | Не участвовал  |
| 2002/03                                                                                  | Денвер     | 25               | 24               | 34,9             | 37,3             | 27,3             | 84,3             | 5,8              | 3,1              | 1,2              | 0,2              | 14,1             | Не участвовал  | Не участвовал  | Не участвовал  | Не участвовал  | Не участвовал  | Не участвовал  | Не участвовал  | Не участвовал  | Не участвовал  | Не участвовал  | Не участвовал  |
| 2002/03                                                                                  | Хьюстон    | 58               | 47               | 28,4             | 43,9             | 32,6             | 82,6             | 4,8              | 1,8              | 1,3              | 0,2              | 9,3              | Не участвовал  | Не участвовал  | Не участвовал  | Не участвовал  | Не участвовал  | Не участвовал  | Не участвовал  | Не участвовал  | Не участвовал  | Не участвовал  | Не участвовал  |
| 2003/04                                                                                  | Мемфис     | 82               | 82               | 29,9             | 47,8             | 38,6             | 83,0             | 4,9              | 1,5              | 1,7              | 0,5              | 13,7             | 4              | 4              | 32,5           | 40,5           | 16,7           | 90,5           | 5,5            | 1,0            | 2,3            | 0,5            | 12,5           |
| 2004/05                                                                                  | Мемфис     | 50               | 18               | 27,6             | 35,7             | 30,9             | 86,5             | 4,4              | 1,8              | 1,0              | 0,5              | 8,1              | 4              | 0              | 25,0           | 44,0           | 46,7           | 76,9           | 3,3            | 1,0            | 0,5            | 0,3            | 9,8            |
| 2005/06                                                                                  | Майами     | 67               | 63               | 28,6             | 40,3             | 40,3             | 78,7             | 4,8              | 1,3              | 0,8              | 0,3              | 7,2              | 22             | 1              | 27,6           | 43,0           | 42,2           | 73,0           | 5,7            | 0,9            | 0,8            | 0,1            | 7,3            |
| 2006/07                                                                                  | Майами     | 71               | 19               | 27,0             | 43,1             | 37,5             | 82,7             | 5,0              | 1,3              | 1,0              | 0,3              | 7,7              | 4              | 1              | 34,6           | 38,5           | 31,6           | 100,0          | 7,8            | 1,5            | 2,0            | 1,3            | 7,8            |
| 2007/08                                                                                  | Бостон     | 74               | 3                | 24,6             | 41,8             | 38,0             | 80,9             | 4,4              | 1,5              | 1,0              | 0,3              | 7,4              | 26             | 0              | 22,1           | 43,7           | 39,8           | 87,5           | 3,6            | 1,1            | 1,0            | 0,3            | 6,7            |
| 2008/09                                                                                  | Нью-Орлеан | 75               | 0                | 28,5             | 41,2             | 36,9             | 82,2             | 4,8              | 1,1              | 0,8              | 0,3              | 8,9              | 5              | 0              | 24,5           | 37,5           | 26,3           | 84,6           | 6,2            | 0,6            | 0,6            | 0,0            | 11,4           |
| 2009/10                                                                                  | Нью-Орлеан | 77               | 2                | 22,5             | 36,5             | 33,5             | 82,5             | 4,3              | 1,5              | 0,5              | 0,2              | 5,2              | Не участвовал  | Не участвовал  | Не участвовал  | Не участвовал  | Не участвовал  | Не участвовал  | Не участвовал  | Не участвовал  | Не участвовал  | Не участвовал  | Не участвовал  |
| 2010/11                                                                                  | Индиана    | 49               | 0                | 17,1             | 33,6             | 31,6             | 73,3             | 3,0              | 0,7              | 0,5              | 0,1              | 4,9              | Не участвовал  | Не участвовал  | Не участвовал  | Не участвовал  | Не участвовал  | Не участвовал  | Не участвовал  | Не участвовал  | Не участвовал  | Не участвовал  | Не участвовал  |
|                                                                                          | Всего      | 864              | 480              | 26,9             | 41,0             | 34,9             | 82,0             | 4,7              | 1,6              | 1,1              | 0,3              | 8,6              | 65             | 6              | 25,7           | 42,1           | 38,7           | 83,1           | 4,8            | 1,0            | 1,0            | 0,3            | 7,9            |
| Наведите курсор мыши на аббревиатуры в заголовке таблицы, чтобы прочесть их расшифровку. |            |                  |                  |                  |                  |                  |                  |                  |                  |                  |                  |                  |                |                |                |                |                |                |                |                |                |                |                |

### Статистика в NCAA
| Сезон | Команда | Conf  | Class | GP | GS | MPG  | FG%  | 3P%  | FT%  | RPG | APG | SPG | BPG | PPG  |
| --- | ------- | ----- | ----- | -- | -- | ---- | ---- | ---- | ---- | --- | --- | --- | --- | ---- |
| 1996/97 | Ксавье  | A-10  | SO    | 29 | 3  | 26,9 | 56,0 | 18,8 | 78,1 | 7,8 | 1,4 | 1,7 | 0,5 | 13,3 |
| 1997/98 | Ксавье  | A-10  | JR    | 30 | 2  | 28,8 | 55,6 | 32,2 | 82,4 | 8,4 | 1,3 | 2,1 | 0,5 | 15,3 |
| 1998/99 | Ксавье  | A-10  | SR    | 36 | 36 | 35,2 | 48,8 | 36,6 | 81,4 | 8,9 | 2,3 | 2,8 | 0,9 | 16,9 |
| Всего | Всего   | Всего | Всего | 95 | 41 | 30,7 | 52,7 | 32,9 | 80,8 | 8,4 | 1,7 | 2,3 | 0,7 | 15,3 |
| Наведите курсор мыши на аббревиатуры в заголовке таблицы, чтобы прочесть их расшифровку Статистика приведена с сайта sports-reference.com |         |       |       |    |    |      |      |      |      |     |     |     |     |      |